# Elecciones municipales de El Salvador de 2015
Las elecciones municipales de la República de El Salvador de 2015 se celebraron el domingo 1 de marzo de ese año. En estos comicios los ciudadanos procedían a elegir por primera oportunidad a los integrantes de Concejos Municipales plurales, que garantizaban la representación de las minorías políticas en contienda dentro del gobierno local. De la misma manera, tras resolución de la Sala de lo Constitucional de la Corte Suprema de Justicia, se procedería a la elección directa y por rostro de los representantes de El Salvador ante el Parlamento Centroamericano (PARLACEN) junto con la implementación del sistema de voto cruzado para dicha elección y la de diputaciones a la Asamblea Legislativa.
La elección se celebró simultáneamente con elecciones legislativas y al  parlamento centroamericano en todo el país. A causa de las distintas reformas ordenadas desde el máximo tribunal constitucional del país y las realizadas por el Órgano Legislativo en materia electoral, estas elecciones han sido las más complejas en la historia de El Salvador.

## Sistema electoral
La Constitución recoge que para el Gobierno Local los departamentos se dividirán en municipios que estarán regidos por un concejo municipal conformado por un alcalde, un síndico y dos o más regidores en función de su población (Art. 202), estos miembros del concejo municipal deben ser mayores de 21 años y residir en dicho municipio o un municipio vecino, y ejercerán sus funciones por un período de tres años con posibilidad de reelección.
Todo ciudadano mayor de 18 años en el pleno goce de sus derechos políticos puede ejercer el sufragio dentro de la circunscripción electoral en la que sea residente pero a diferencia de la elección de diputados, la única forma de elección de los concejos municipales es mediante el voto por bandera política, es decir, sin permitirse aún la participación en el proceso de elección de planillas de concejos municipales no partidarios.

## Datos relevantes en las elecciones 2015
| N.º | Datos generales de las elecciones 2015          | Cantidad   |
| --- | ----------------------------------------------- | ---------- |
| 1   | Electores y electoras en el padrón electoral    | 4,911,672  |
|     | Mujeres electoras (2,608,806)                   | 53.11%     |
|     | Hombres electores (2,302,866)                   | 46.89%     |
| 2   | Cantidad de centros de votación                 | 1,595      |
| 3   | Cantidad de Juntas Receptoras de votos          | 10,621     |
| 4   | Cantidad de partidos políticos inscritos        | 10         |
| 5   | Cantidad de coaliciones legislativas            | 5          |
| 6   | Cantidad de coaliciones de consejos municipales | 45         |
| 7   | Candidaturas no partidarias (San Salvador)      | 1          |
| 8   | Último número de DUI                            | 05406543-4 |
| 9   | Valor del voto                                  |            |
|     | Elección de diputados al PARLACEN               | $2.81      |
|     | Elección de diputados a la Asamblea Legislativa | $2.81      |
|     | Elección de concejos municipales                | $2.10      |

## Resultados

### Concejos Municipales
|  | 39.93 % |

|  | 37.73 % |

|  | 10.34 % |

|  | 7.33 % |

|  | 2.23 % |

|  | 1.06 % |

|  | 0.55 % |

|  | 0.40 % |

|  | 0.28 % |

|  | 0.15 % |

|  | 97.98 % |

|  | 1.40 % |

|  | 0.62 % |

|  | 49.17 % |

|  | 50.83 % |

## Ganadores de las alcaldías de las Cabeceras Departamentales
| N.º | Ciudad               | Partido     | Votos  | Porcentaje | Estatus |
| --- | -------------------- | ----------- | ------ | ---------- | ------- |
| 1   | San Salvador         | FMLN / PSP  | 89 164 | 50.38%     | Oficial |
| 2   | San Miguel           | FMLN        | 33 335 | 46.12%     | Oficial |
| 3   | Santa Ana            | ARENA / PDC | 33 995 | 44.41%     | Oficial |
| 4   | Santa Tecla          | ARENA       | 34 012 | 53.11%     | Oficial |
| 5   | San Vicente          | ARENA       | 8 742  | 50.18%     | Oficial |
| 6   | Cojutepeque          | ARENA       | 9 861  | 49.01%     | Oficial |
| 7   | Usulután             | GANA        | 10 203 | 45.72%     | Oficial |
| 8   | Sonsonate            | ARENA       | 12 418 | 48.28%     | Oficial |
| 9   | La Unión             | ARENA / PCN | 5 526  | 43.7%      | Oficial |
| 10  | Sensuntepeque        | ARENA       | 8 898  | 60.26%     | Oficial |
| 11  | Zacatecoluca         | FMLN        | 9 254  | 46.59%     | Oficial |
| 12  | Ahuachapán           | PCN / PDC   | 20 367 | 44.01%     | Oficial |
| 13  | Chalatenango         | ARENA       | 5 950  | 45.27%     | Oficial |
| 14  | San Francisco Gotera | GANA        | 5 157  | 52.12%     | Oficial |